# Alvydas Šlepikas
Alvydas Šlepikas (geboren 27. Januar 1966 in Videniškiai, Rajongemeinde Molėtai, Litauische SSR) ist ein litauischer Schauspieler und Schriftsteller.

## Leben
Alvydas Šlepikas besuchte nach dem Abitur 1984 eine Technikerschule und leistete den sowjetischen Militärdienst. Er studierte Schauspiel und Regie  an der Litauischen Musik- und Theaterakademie in der litauischen Hauptstadt Vilnius.
Šlepikas arbeitet in Vilnius als Schauspieler und Theaterregisseur und schreibt für die Zeitschrift „Literatūra ir menas“. Seit 1998 ist Šlepikas Mitglied des litauischen Schriftstellerverbandes. 2006 wirkte er in der Rolle des Herman Kruk an der Verfilmung von Ghetto mit.
Von Šlepikas wurden 2015 sein Roman über die Wolfskinder und 2017 ein Band Erzählungen ins Deutsche übersetzt.

## Preise
- 2013: Preis des Litauischen Schriftstellerverbands
- 2018: Georg-Dehio-Buchpreis (Förderpreis) für Mein Name ist Marytė, zusammen mit dem Übersetzer Markus Roduner

## Werke (Auswahl)
- Taika tavo kraujui. 1997
- Tylos artėjantis. 2003
- Lietaus dievas. 2005
- Mano vardas - Marytė. 2011
  - Mein Name ist Marytė. Roman. Übersetzung Markus Roduner. Illustrationen Helmut Stabe. Halle : Mitteldeutscher Verlag, 2015 ISBN 978-3-95462-535-2
- Lietaus dievas ir kiti. 2016
  - Der Regengott und andere Erzählungen. Übersetzung Markus Roduner. Halle : Mitteldeutscher Verlag, 2017 ISBN 978-3-95462-813-1